# 26233 Jimbraun
26233 Jimbraun (tên chỉ định: 1998 QS11) là một tiểu hành tinh vành đai chính. Nó được phát hiện bởi dự án Nghiên cứu tiểu hành tinh gần Trái Đất Lincoln ở Socorro, New Mexico, ngày 17 tháng 8 năm 1998. Nó được đặt theo tên Jim Braun, an American educator ở Naperville, Illinois.